# Emilio Insolera
Emilio Insolera, född 29 januari 1979 är en italiensk skådespelare och producent, känd för Sign Gene: Den första generationen av döva superhjältar (2017). I september 2019 tillkännagavs att Insolera medverka i Universal Pictures spionfilm The 355 av X-Men författaren och producenten Simon Kinberg tillsammans med Jessica Chastain, Penélope Cruz, Diane Kruger, Lupita Nyong'o, Bingbing Fan, Édgar Ramírez och Sebastian Stan. 